# گلمکان (خدابنده)
گلمکان (خدابنده)، روستایی از توابع بخش مرکزی شهرستان خدابنده در استان زنجان ایران است.

## جمعیت
این روستا در دهستان حومه قرار دارد و براساس سرشماری مرکز آمار ایران در سال ۱۳۸۵، جمعیت آن ۱۴۹ نفر (۳۲خانوار) بوده‌است.